# OR5B21
OR5B21 (англ. Olfactory receptor family 5 subfamily B member 21) – білок, який кодується однойменним геном, розташованим у людей на 11-й хромосомі. Довжина поліпептидного ланцюга білка становить 309 амінокислот, а молекулярна маса — 34 174.
| 10         |  | 20         |  | 30         |  | 40         |  | 50         |
| ---------- |  | ---------- |  | ---------- |  | ---------- |  | ---------- |
| MENSTEVTEF |  | ILLGLTDDPN |  | LQIPLLLAFL |  | FIYLITLLGN |  | GGMMVIIHSD |
| SHLHTPMYFF |  | LSNLSLVDLG |  | YSSAVAPKTV |  | AALRSGDKAI |  | SYDGCAAQFF |
| FFVGFATVEC |  | YLLASMAYDR |  | HAAVCRPLHY |  | TTTMTAGVCA |  | LLATGSYVSG |
| FLNASIHAAG |  | TFRLSFCGSN |  | EINHFFCDIP |  | PLLALSCSDT |  | RISKLVVFVA |
| GFNVFFTLLV |  | ILISYFFICI |  | TIQRMHSAEG |  | QKKVFSTCAS |  | HLTALSIFYG |
| TIIFMYLQPN |  | SSQSVDTDKI |  | ASVFYTVVIP |  | MLNPLIYSLR |  | NKEVKSALWK |
| ILNKLYPQY  |  |            |  |            |  |            |  |            |

A: Аланін

C: Цистеїн

D: Аспарагінова кислота

E: Глутамінова кислота

F: Фенілаланін

G: Гліцин

H: Гістидин

I: Ізолейцин

K: Лізин

L: Лейцин

M: Метіонін

N: Аспарагін

P: Пролін

Q: Глутамін

R: Аргінін

S: Серин

T: Треонін

V: Валін

W: Триптофан

Кодований геном білок за функціями належить до рецепторів, g-білокспряжених рецепторів, білків внутрішньоклітинного сигналінгу. 
Локалізований у клітинній мембрані, мембрані.